# Cristo de Thorvaldsen
El llamado Cristo de Thorvaldsen (también conocido como Cristo Consolator) es una estatua de mármol de Carrara del siglo XIX que representa a Jesús resucitado realizado por el escultor danés Bertel Thorvaldsen.  Desde su terminación en 1838, la estatua ha estado situada en la Catedral de Nuestra Señora de Copenhague (Dinamarca). 
Es un prototipo de estatua de Cristo muy famosa en el ámbito protestante (sobre todo en aquellas Iglesias que permiten hasta cierto punto representaciones figurativas en sus templos), como la propia Iglesia Luterana a la cual pertenece la Catedral de Nuestra Señora de Copenhague. 
Durante el siglo XX, varias réplicas de esta estatua fueron adoptadas por los líderes de La Iglesia de Jesucristo de los Santos de los Últimos Días para enfatizar la centralidad de Jesucristo en las enseñanzas de esta Iglesia.

## Historia

### Estatua original
Thorvaldsen fue el encargado de esculpir las estatuas de Jesús y de los doce apóstoles para la Catedral de Nuestra Señora de Copenhague. La estatua de Jesús originalmente no era una escultura muy conocida fuera de Dinamarca hasta 1896, cuando un escritor estadounidense de libros de texto escribió que la escultura fue "considerada la estatua más perfecta de Cristo en el mundo". La estatua mide 3,2 metros de altura y se encuentra situada en la hornacina principal del altar mayor de la citada catedral. En los laterales de la nave del templo se encuentran las estatuas de mármol de los doce apóstoles de menor tamaño que el Cristo. En el pedestal del Cristo de Thorvaldsen hay un epígrafe en danés en el que se lee: Kommer Til Mig, que significa: Venid a mí todos los que estáis trabajados y cargados, en referencia a un texto bíblico de Mateo 11:28.
Existe una referencia al Cristo de Thorwaldsen al comienzo del capítulo III de la novena parte de la novela Los Buddenbrooks de Thomas Mann. Por dicha referencia pareciera que esta escultura ya era conocida (quizá bastante) fuera de Dinamarca, ya que la historia de la novela se desarrolla en una ciudad que evoca a la Lübeck natal del autor entre 1838 y 1877.

### En la Iglesia de Jesucristo de los Santos de los Últimos Días
En la década de 1950, el líder en aquellos años de La Iglesia de Jesucristo de los Santos de los Últimos Días , Stephen L Richards compró una réplica del Cristo de 3,4 metros y lo presentó al Presidente de la Iglesia, David O. McKay. En 1966, la estatua fue colocada en la Manzana del Templo de Salt Lake City (Utah, Estados Unidos). Otra réplica del Cristo había sido creada para ser mostrada en el pabellón de la Iglesia en la Feria Mundial de Nueva York de 1964. La intención era demostrar a los visitantes que los miembros de la Iglesia son cristianos.
Con estos dos antecedentes, la Iglesia de Jesucristo de los santos de los últimos días ha creado réplicas de la estatua que han sido colocadas en sus templos en diversos lugares del mundo. La Iglesia de Jesucristo también usa la imagen del Cristo en sus páginas web y en otras publicaciones.

## Galería fotográfica

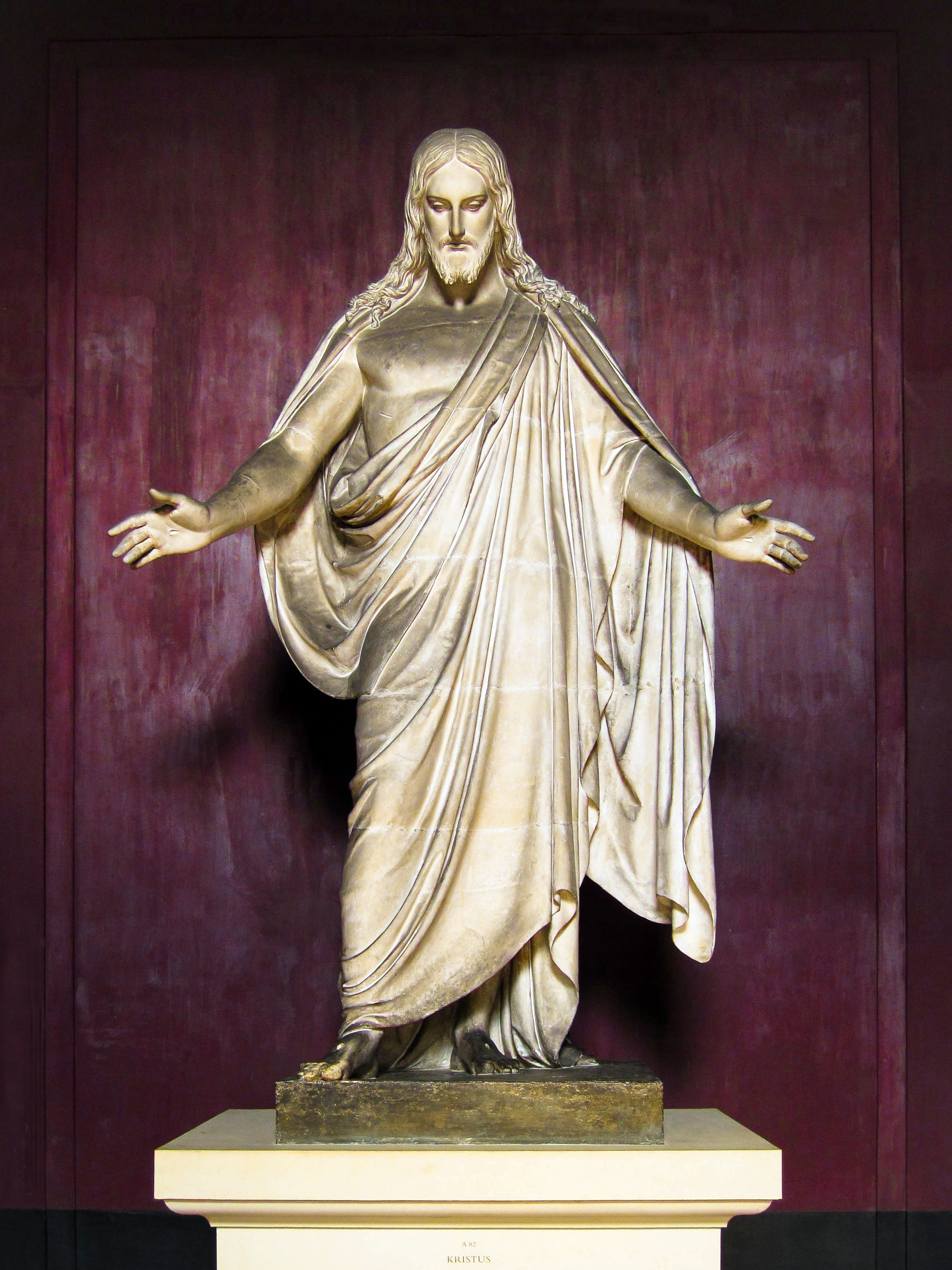
Réplica del Cristo de Thorvaldsen situado en el Museo Thorvaldsen en Copenhague.
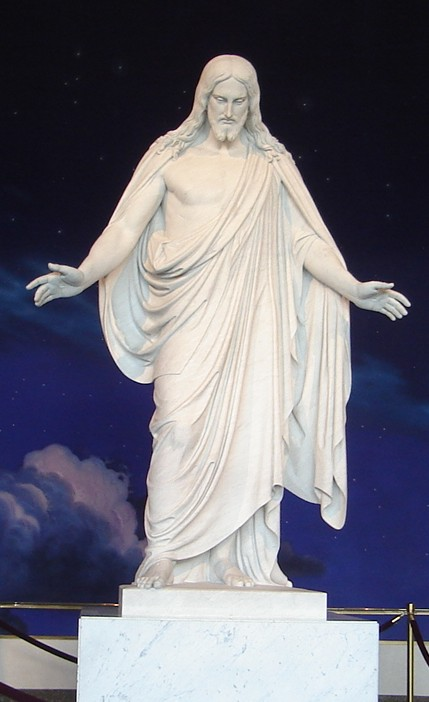
Réplica en la Manzana del Templo de Salt Lake City, Utah.
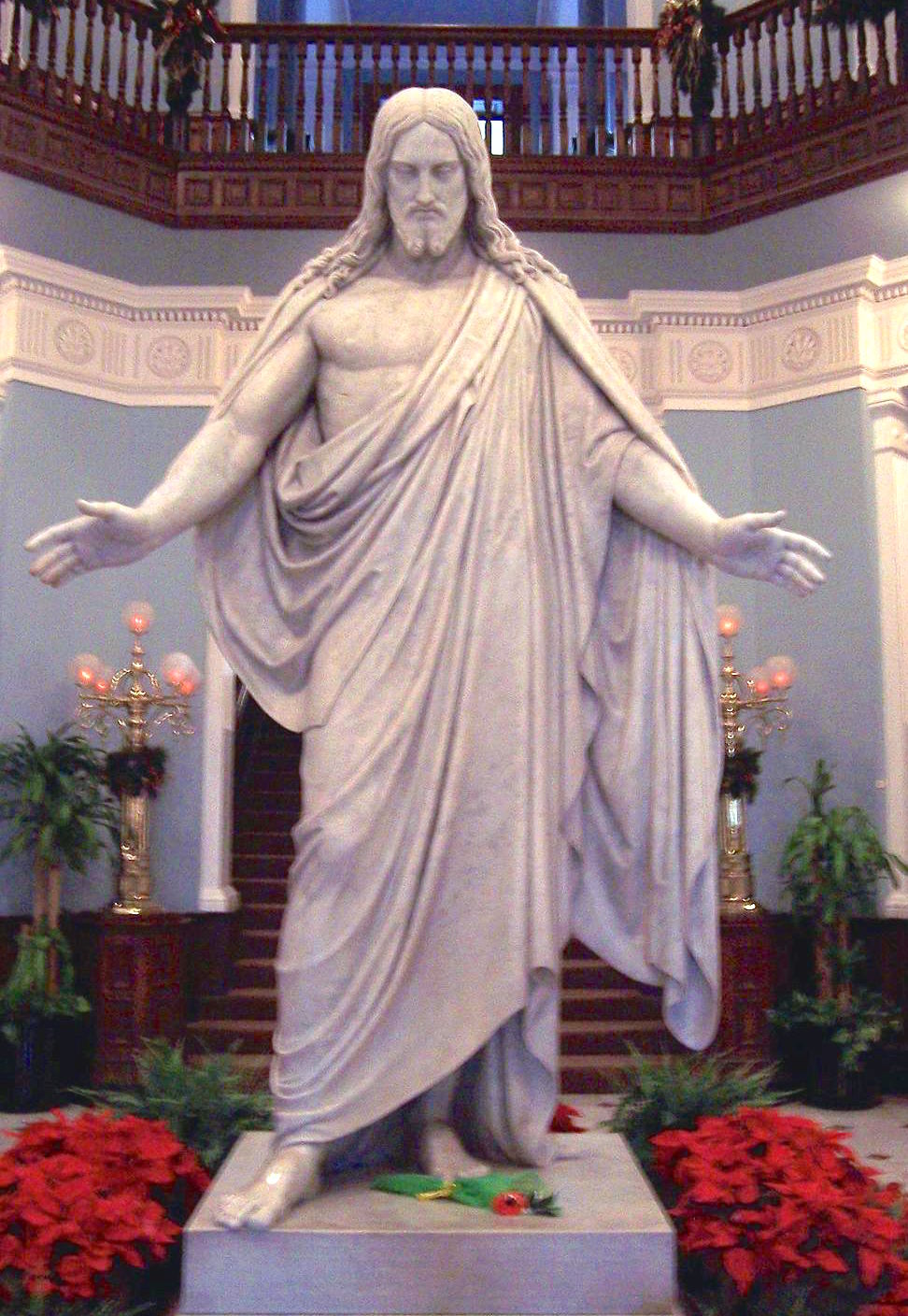
Réplica del Cristo en el The Johns Hopkins Hospital de Baltimore, Maryland.